# Owcze Turniczki
Owcze Turniczki (słow. Ovčie vežičky, ok. 2040 m) – rząd niezbyt wysokich, poszarpanych turniczek w Żabiej Grani (Žabí hrebeň). Znajdują się pomiędzy Owczą Przełęczą (Ovčie sedlo, 2038 m) a Białczańską Przełęczą (Bielovodské sedlo, 2024 m). Granią Owczych Turniczek przebiega granica polsko-słowacka.
Łatwo dostępna Owcza Przełęcz była wygodnym połączeniem Doliny Rybiego Potoku z Doliną Żabich Stawów Białczańskich. Przejście przez przełęcz i położony niżej Owczy Żleb znane było od dawna juhasom i koźlarzom.
Turniczek jest kilkanaście. Dwie największe znajdują się bezpośrednio nad Owczą i Białczańską Przełęczą. Nazwa turniczek wiąże się z wypasem owiec. Władysław Cywiński pisze, że gdyby były bezimienne na pewno nadałbym im nazwy „Zęby Rekina”. Turniczki mają wysokość kilkunastu metrów. Na wschodnią stronę opada spod nich trawiaste zbocze ze skałkami, miejscami poprzerastane kępkami i płatami kosodrzewiny. Górna część zbocza zachodniego jest skalista. W części środkowej jest trawiasty Owczy Upłaz. Poniżej niego jest pas ścianek o wysokości dochodzącej do 100 m. Jego prawe (patrząc od dołu) ograniczenie tworzy grzęda oddzielająca go od Białczańskiego Żlebu, lewe – grzęda oddzielająca je od Owczego Żlebu. Jej górne przedłużenie dochodzi do środkowej części Owczych Turniczek.

## Taternictwo
Wschodnie (słowackie) stoki Owczych Turniczek znajdują się w zamkniętym dla turystów i taterników obszarze ochrony ścisłej Tatrzańskiego Parku Narodowego, zachodnie (polskie) poza rejonami dopuszczonymi do uprawiania taternictwa (można je uprawić na północ od Białczańskiej Przełęczy). Dla taterników Owcze Turniczki nigdy nie stanowiły obiektu wartego wspinaczki, z taternickiego punktu widzenia jest to więc bez większego znaczenia.
Przez grań Owczych Turniczek poprowadzona jest droga taternicka z Białczańskiej Przełęczy na Żabi Szczyt Niżni, pierwsze odnotowane przejście tym wariantem:
- latem – Edward Walery Janczewski i Stefan Komornicki z przewodnikiem Jędrzejem Marusarzem Jarząbkiem, 1 czerwca 1909 r.,
- zimą – Tadeusz Nowicki i Marek Stefański, 8 lutego 1951 r.[4]

Trudność przejścia granią: II w skali tatrzańskiej. Wszystkie turniczki można obejść z dowolnej strony.